# Шахта імені Д. Ф. Мельникова
48°55′02″ пн. ш. 38°23′19″ сх. д. / 48.91709° пн. ш. 38.38869° сх. д.
ВП «Шахта імені Д.Ф. Мельникова». Входить до ВАТ «Лисичанськвугілля». Розташована у місті Лисичанськ, Луганської області.
Шахта братів Шмаевих була здана в експлуатацію в 1908 році, а в 1926 році була перейменована в шахту № 1-2 ім. Д.Ф.Мельникова № 1-2 на честь українського геолога. У 1940 році середньодобовий видобуток вугілля становила 802 тонни. 
У 1937 році був пройдений шурф № 7 основний шахти 1-2 ім. Мельникова. Після закінчення Великої Вітчизняної війни шурф № 7 був відновлений і зданий в експлуатацію. Відбудована у 1949р. і з 1950 почала роботу самостійна шахта № 7 з виробничою потужністю 150 тис. тонн вугілля на рік.
Надалі проводилася робота по реконструкції та в 1964 році проектна потужність передбачалася 600 тис. тонн/рік. До 1969 року шахта функціонувала поряд з шахтою 1-2 ім. Д. Ф. Мельникова, після закриття якої прийняла до свого складу її колектив, успадкувала її найменування і трудові традиції.
Найбільший обсяг видобутку по шахті ім. Д.Ф. Мельникова зафіксований в 1985 - 1986 роках. Величезний внесок у ці досягнення внесла бригада ГРОЗ ділянки № 4 на чолі з 
бригадиром Гонтарєвим А.Ф., начальник ділянки Пакулін В.І.
Колектив шахти виховав чимало передовиків виробництва, серед них:
Нагороджені «Орденом Леніна»: Чаусов Н.П., Власенко І.Д., Іванов І.В., Левицький І.М.
Нагороджені Орденом «Трудового Червоного Прапора»: Корольчук С.Є., Андріїв В.І., Якимець А.М., Зирянов П.М., Башарин П.А., Черненко Н.І., Підгородецький Г.Г.
Гонтарев А.Ф. удостоєний звання «Почесний шахтар України», нагороджений орденом «Трудова слава», відомчим знаком «Шахтарська слава» всіх трьох ступенів. Побока Іван Матвійович - Герой соціалістичної праці.
У 2011 році технічним переоснащенням і модернізацією шахти ім. Мельникова намір зайнятися китайська компанія «Тяньді».
Виробнича потужність 600 тис. т/рік, а фактична 629 т/добу (1999). У 2003 р. видобуто 65 тис.т. вугілля.
Вугілля видобувається в одній лаві. У 2011 році видобуто 276 тисяч тонн.
У 2011 році між ВАТ «Лисичанськвугілля» та науково-технологічною компанією «Тяньді» (Китай) підписано угоду про технічне переоснащення і модернізацію шахти ім. Мельникова (ВАТ «Лисичанськвугілля»). У січні 2012 року державний банк Китаю надав ВАТ «Лисичанськвугілля» довгостроковий кредит в розмірі $ 85 млн на реконструкцію і модернізацію шахт. З квітня 2012 шахта ім. Мельникова починає освоювати надані інвестиції.
Віднесена до надкатегорійних за метаном і небезпечна за вибуховістю вугільного пилу. У 2000 р. роботи велися на горизонтах 730, 820, 885 м. Відпрацьовувалися пласти l2, l4, К8 потужністю 1,3-1,35, 2,5 м, кут падіння 17-18°.
Достеменно відомо що з 1951 р. по 2014 р. на шахті загинуло 78 гірників.
Адреса: 93113, м. Лисичанськ, Луганської обл.

## Згадки у ЗМІ
- Интернет-газета «Первая полоса» (26.12.2019, 12:49). Шахта им. Д.Ф. Мельникова "Лисичанскугля" уже месяц фактически не работает. http://1polosa.net/. Архів оригіналу за 27 грудня 2019. Процитовано 1 квітня 2020. {{cite web}}: Зовнішнє посилання в |publisher= (довідка)(рос.)

- Историческая справка. OBZOR.lg.ua — Луганский городской сайт. Архів оригіналу за 10 вересня 2019. Процитовано 1 квітня 2020.(рос.)

- 17 лип. 2017 р. Суспільне Донбас: Лисичанские горняки объявили забастовку и отказались подниматься на поверхность
- 2 трав. 2013 р. Трагедия на шахте им. Д.Ф.Мельникова.
- 3 квіт. 2015 р. Луганский фронт: Проблемы и перспективы на лисичанской шахте им. Мельникова

## Світлини

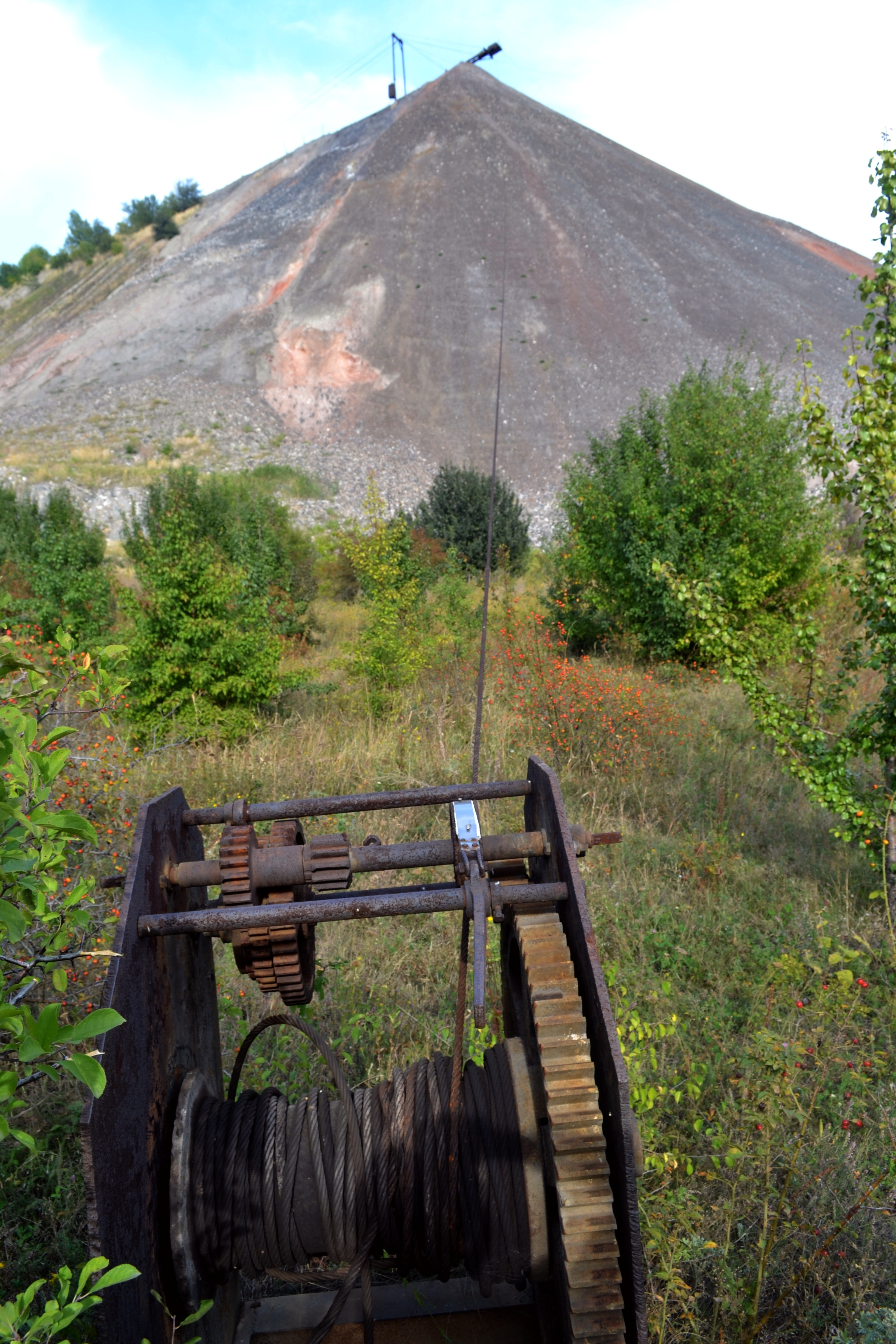
Терикон шахти імені Д.Мельникова
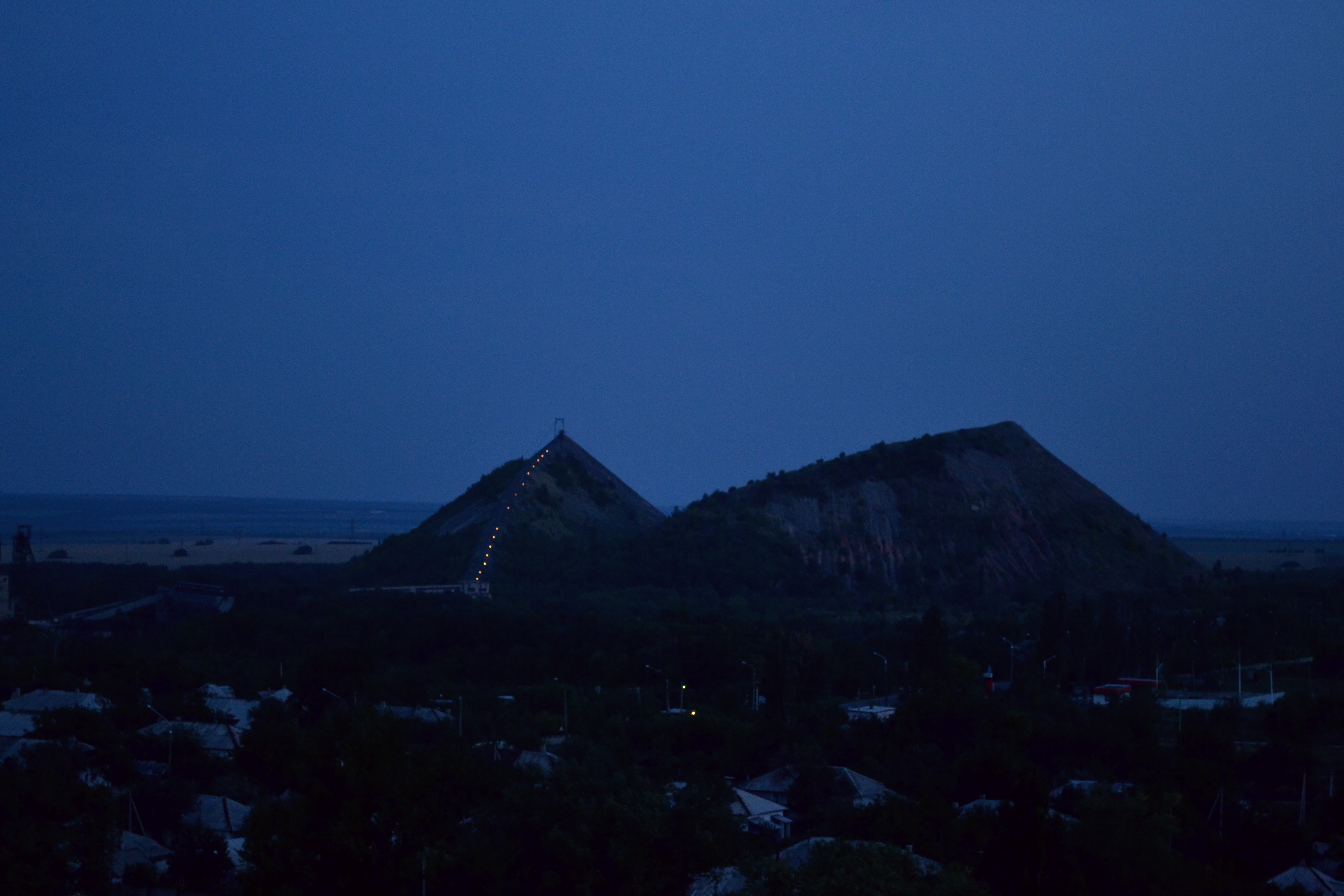
Терикон
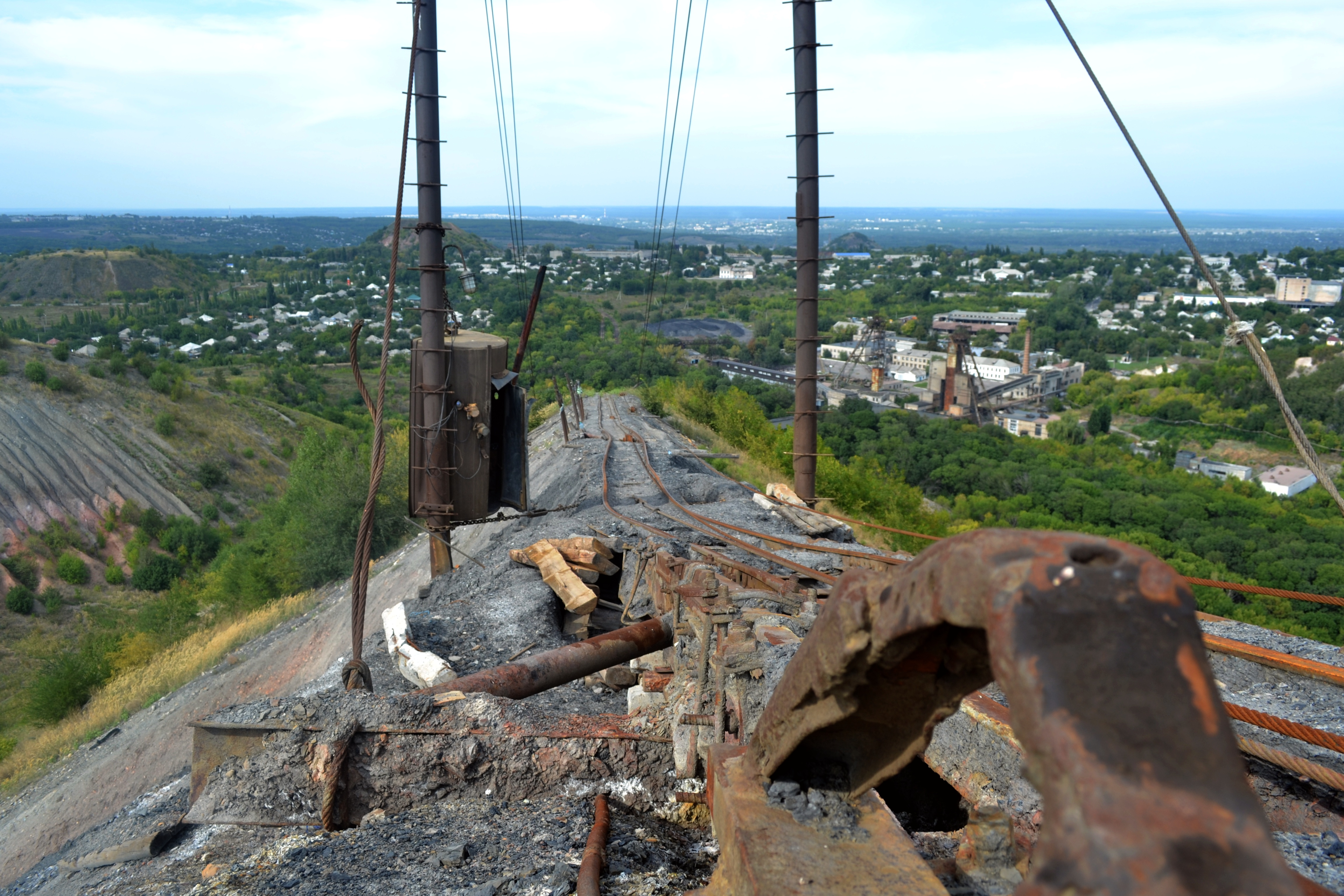
Терикон
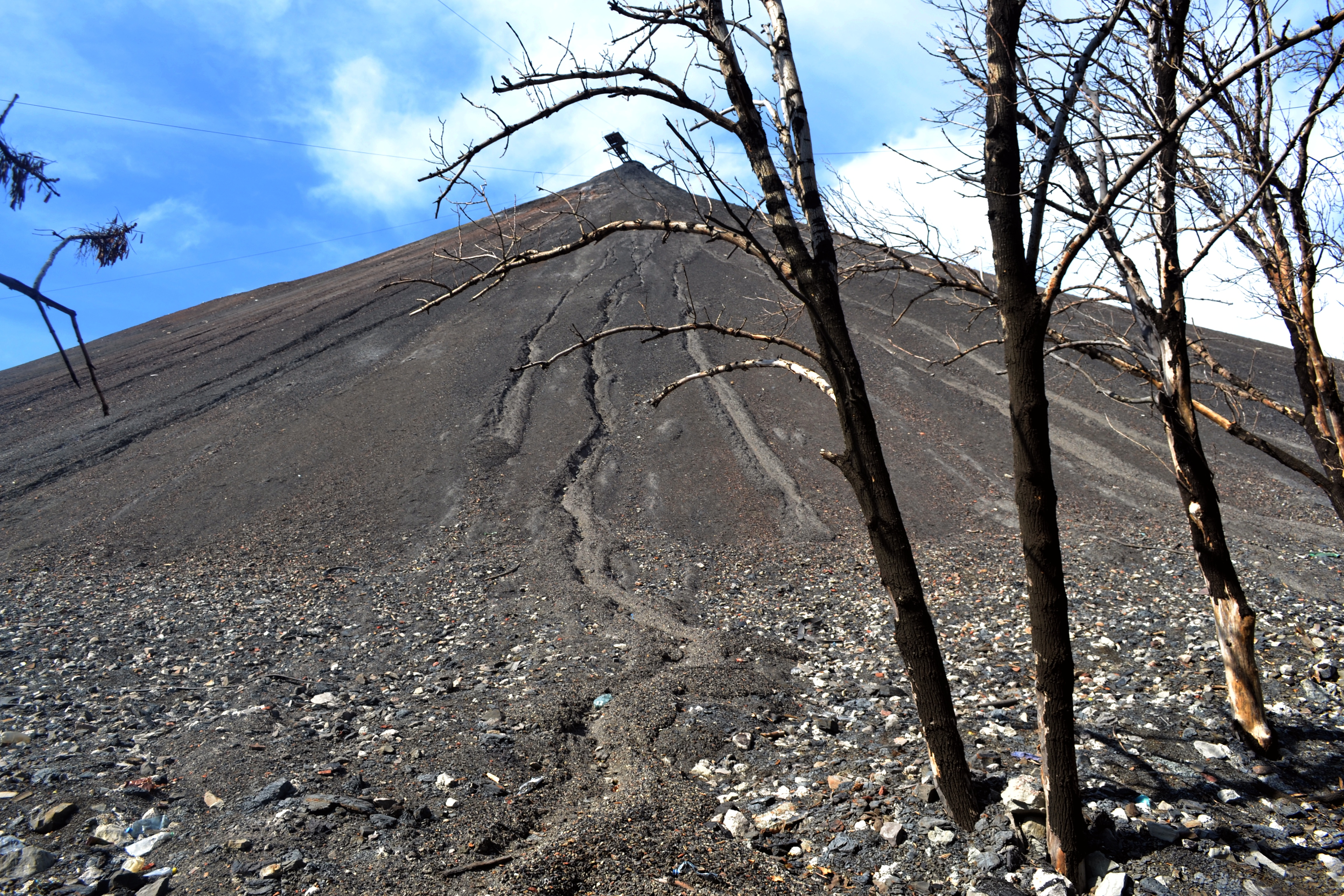
Терикон
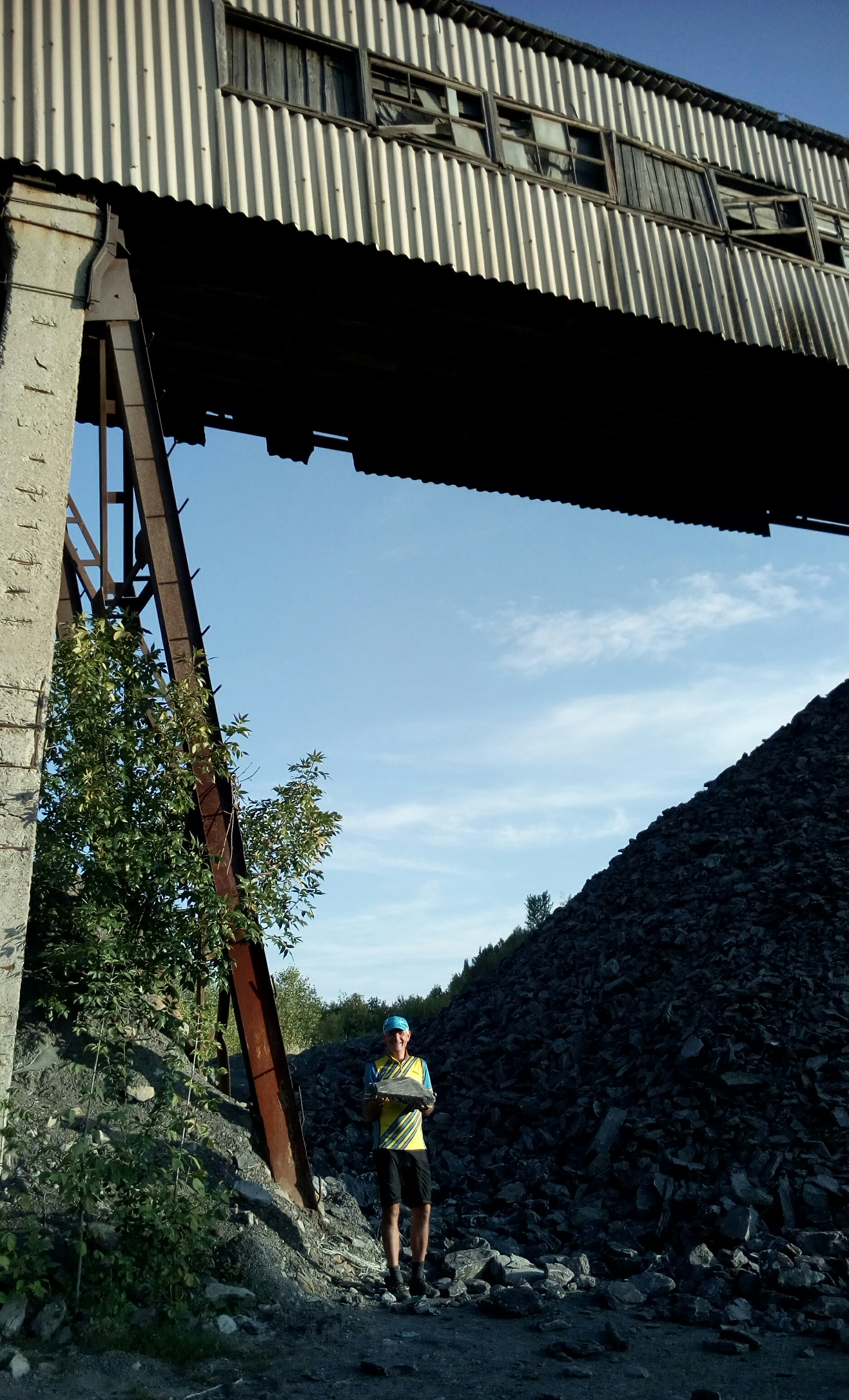
галерея
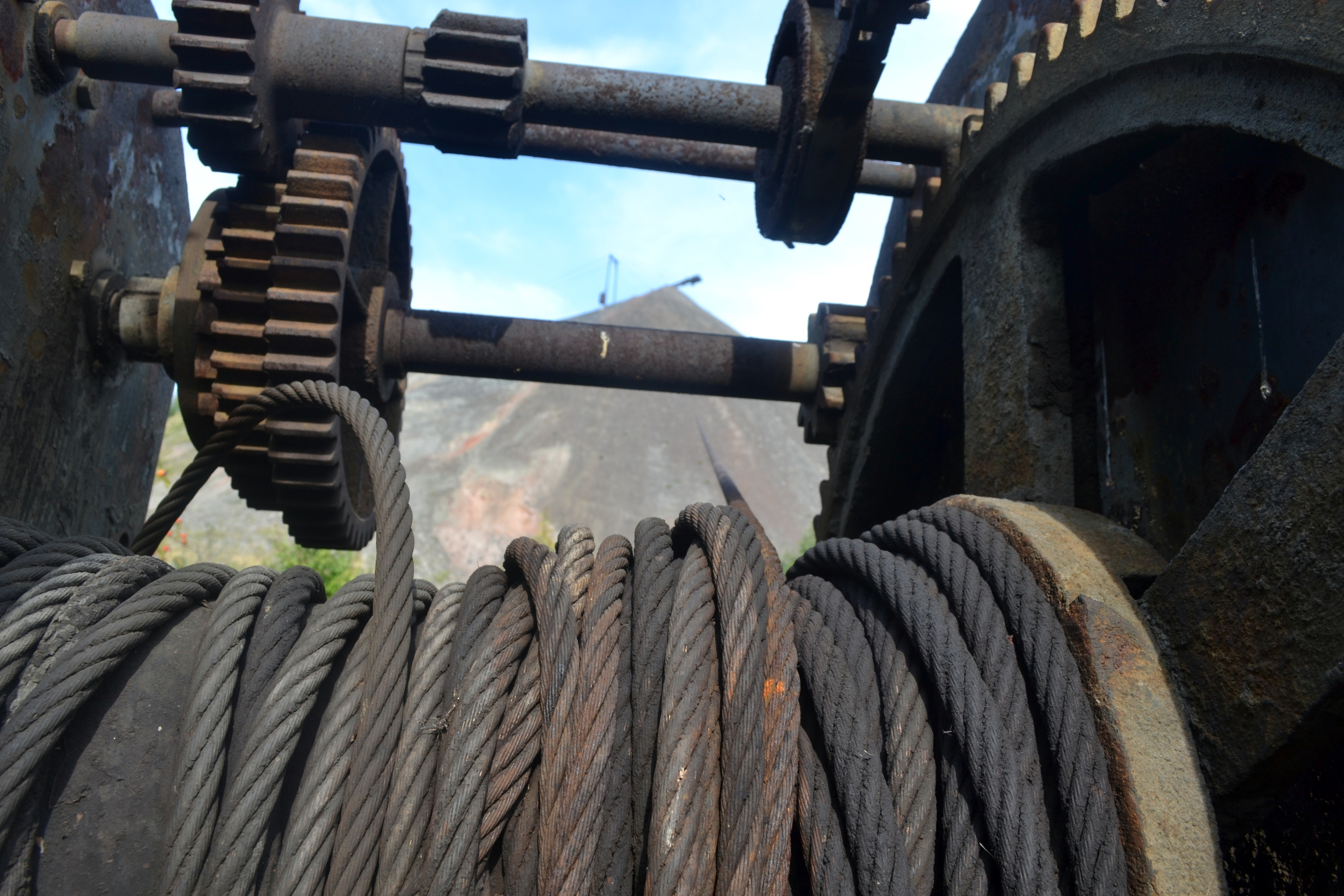
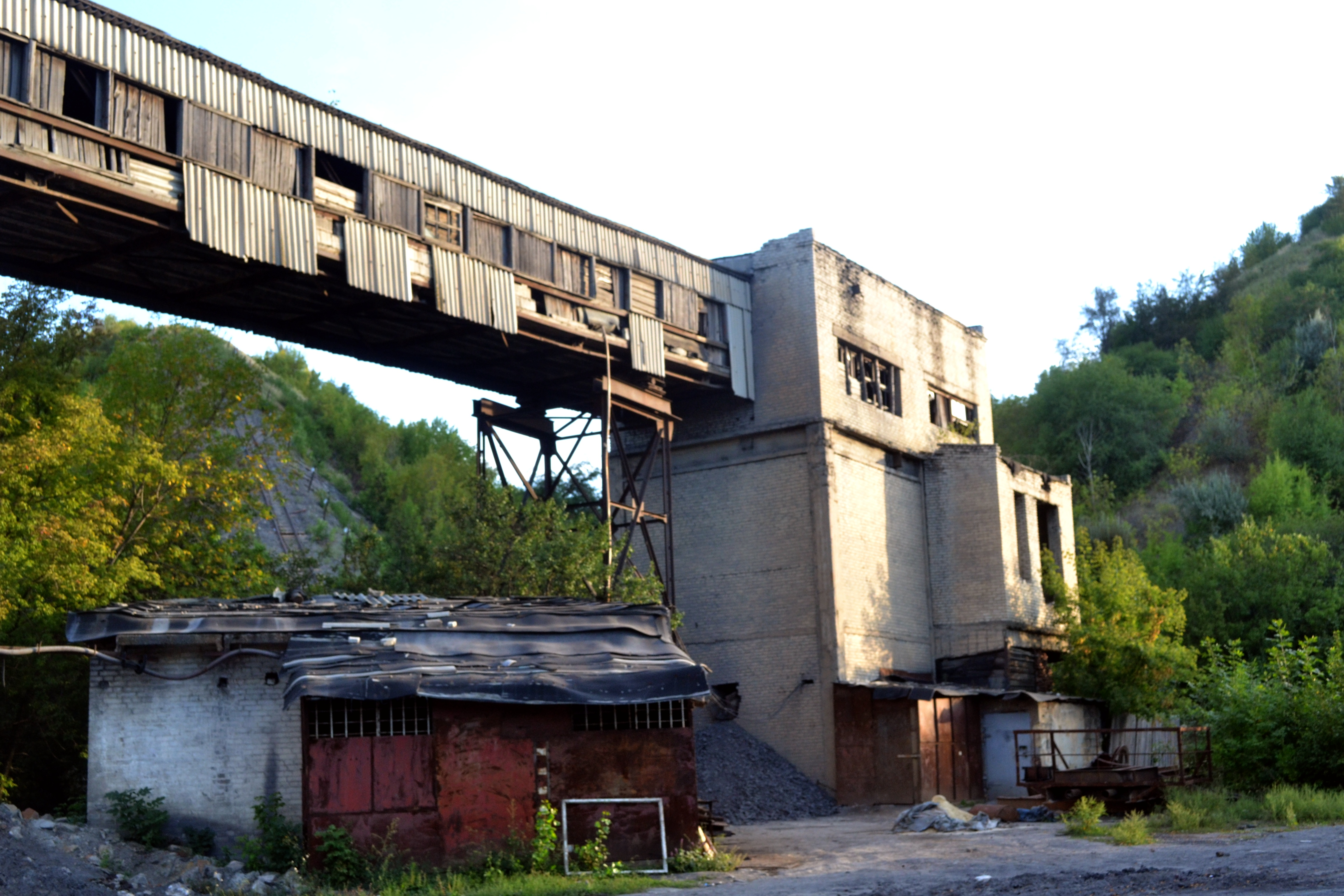
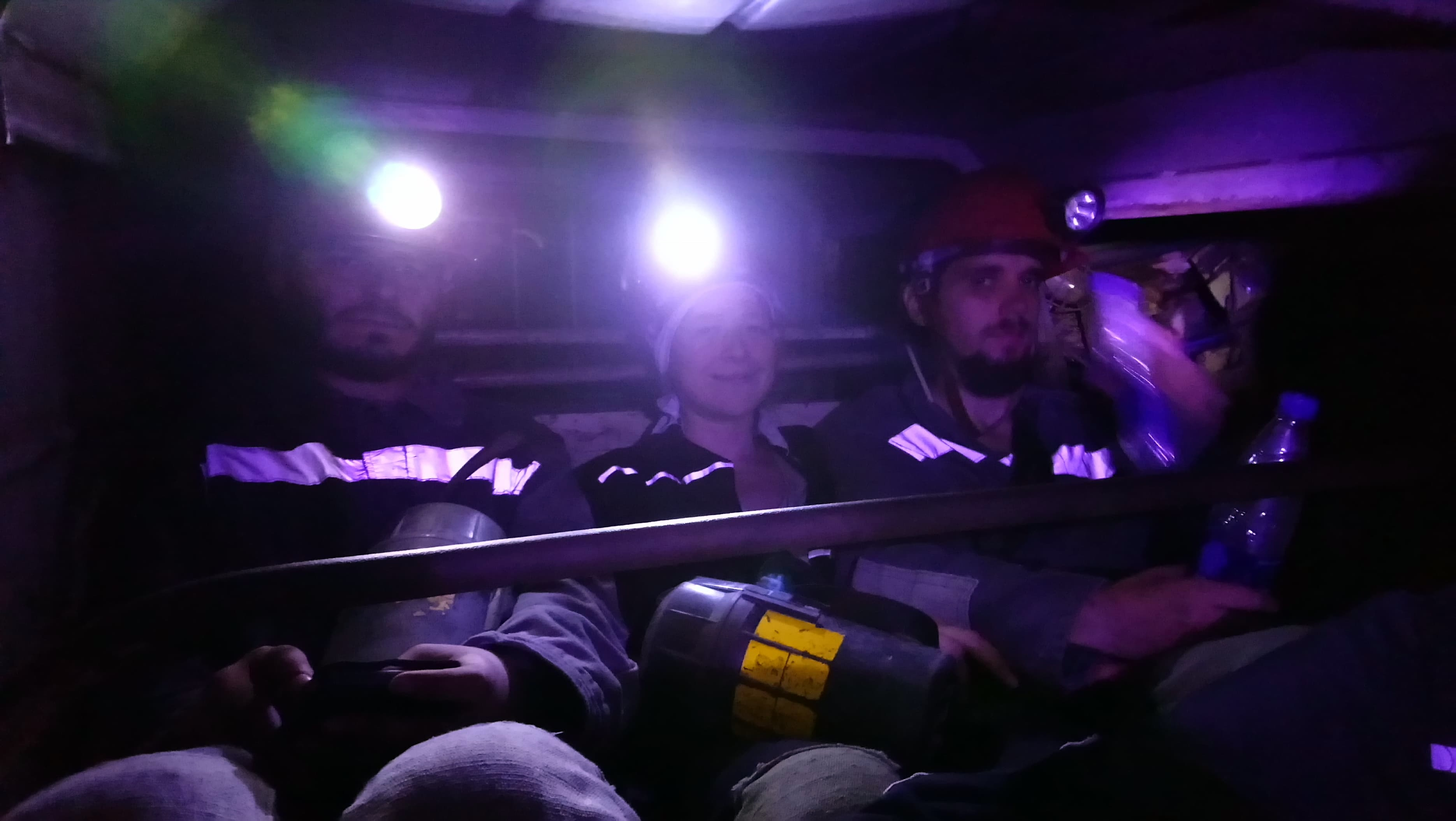
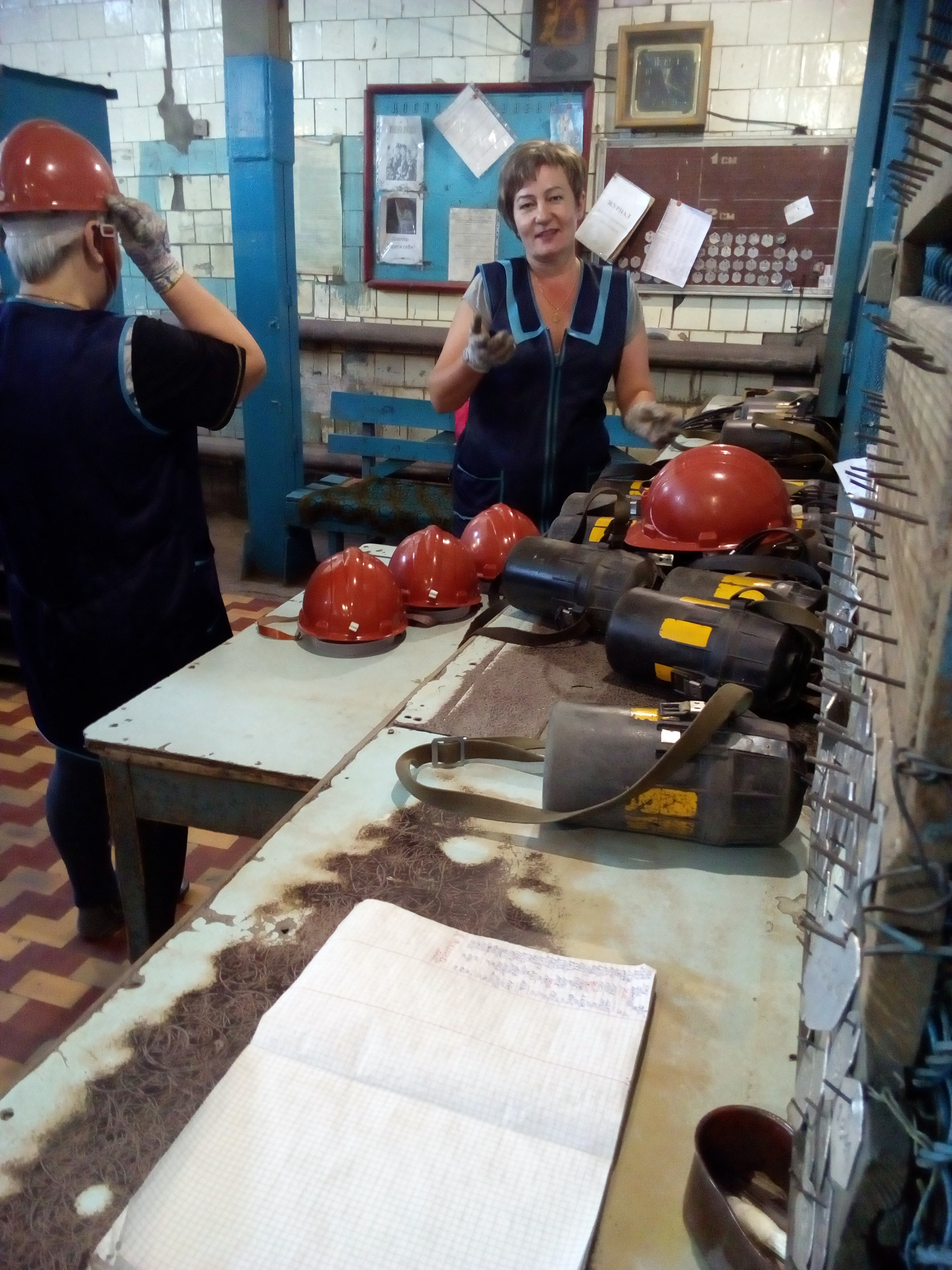
ламповшиці
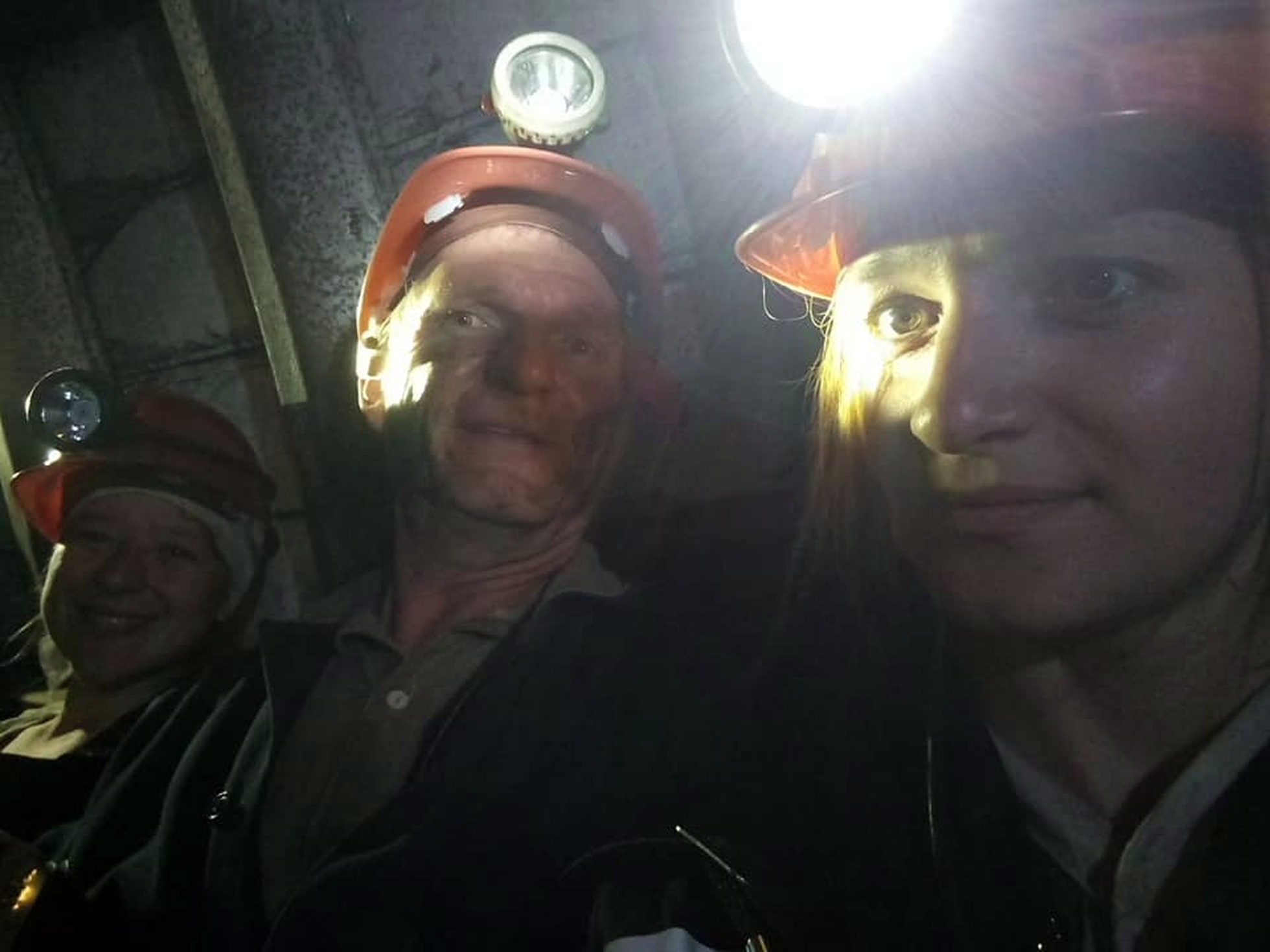
у кареті
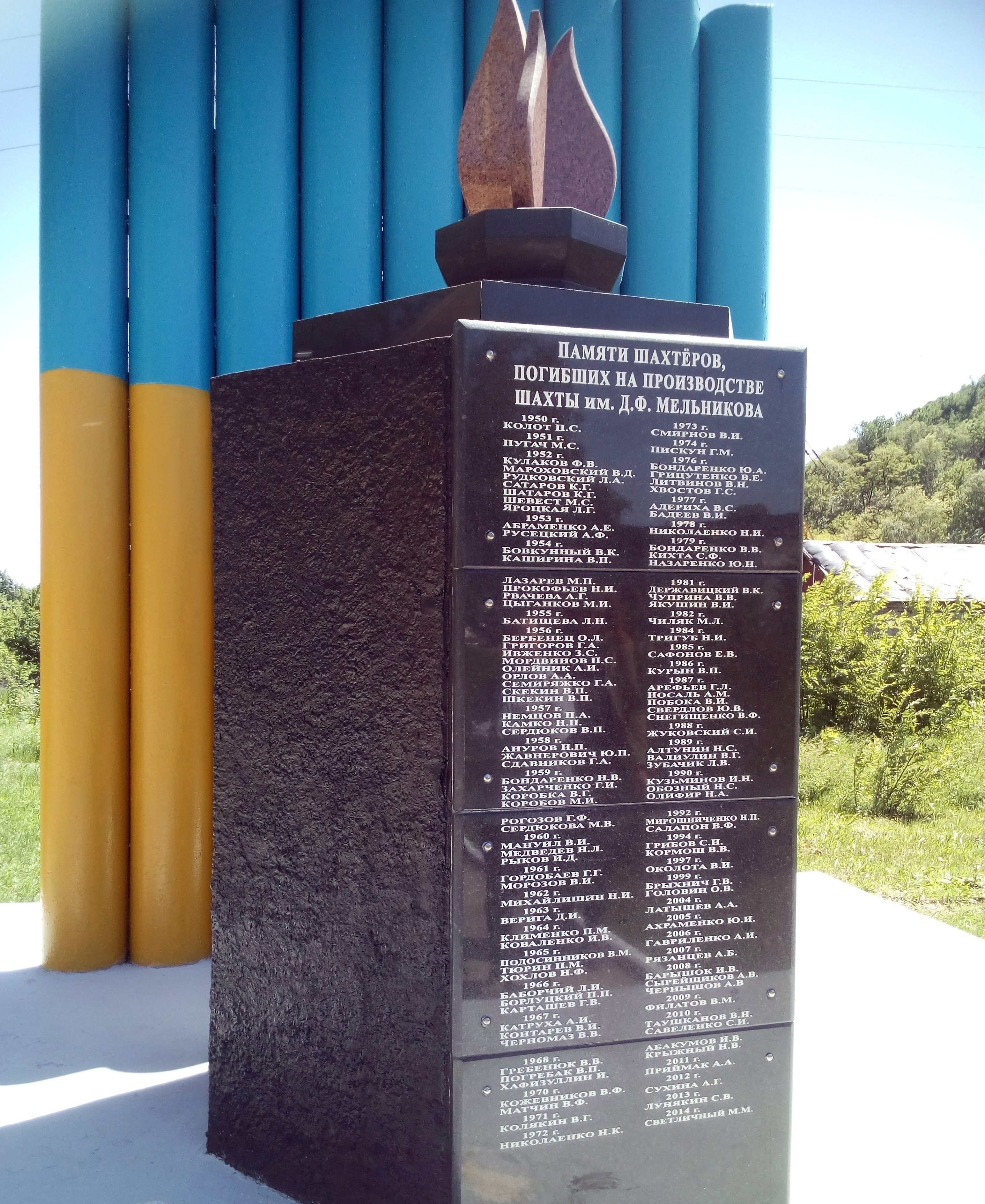
пам'ятати загиблих
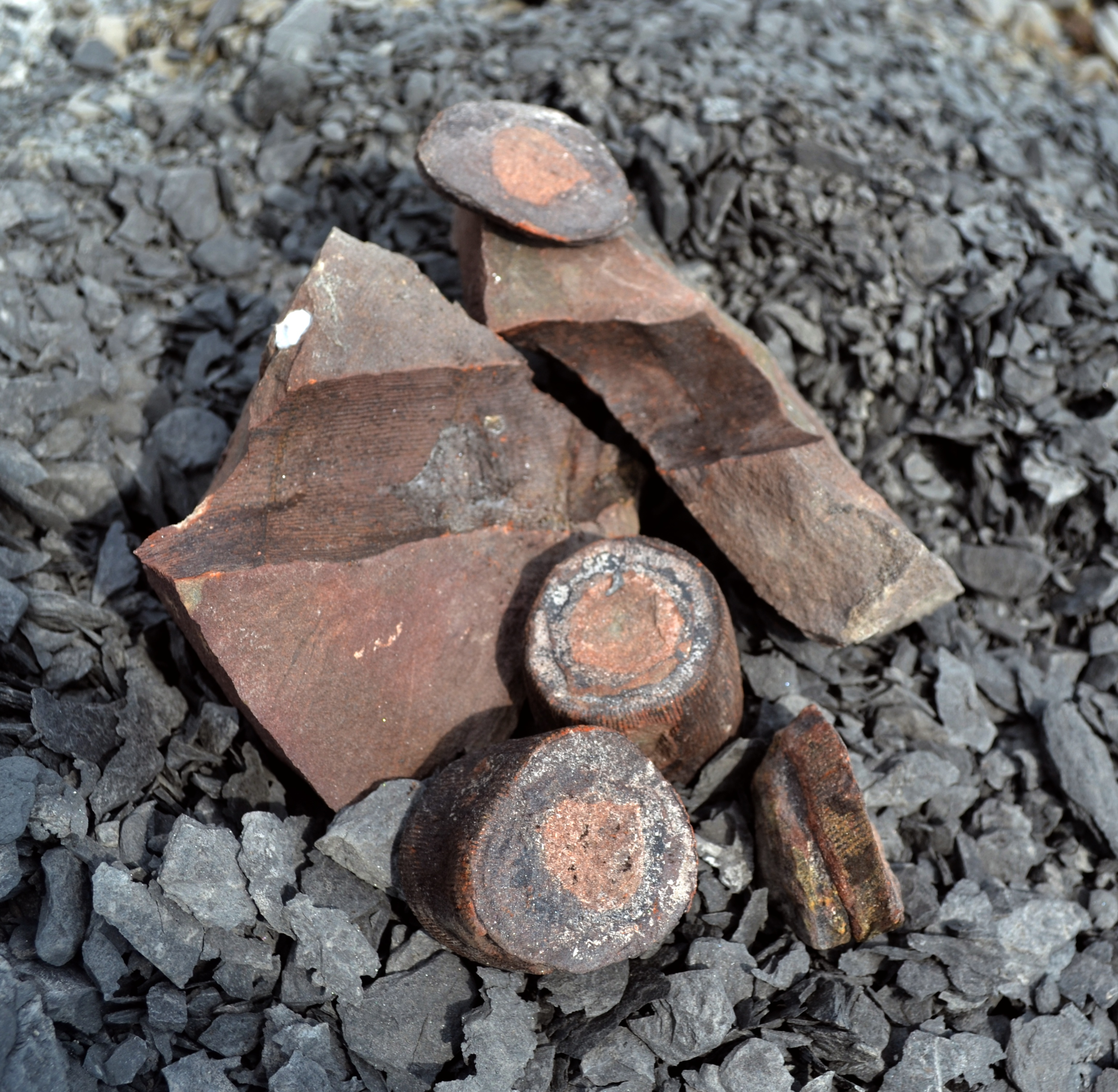
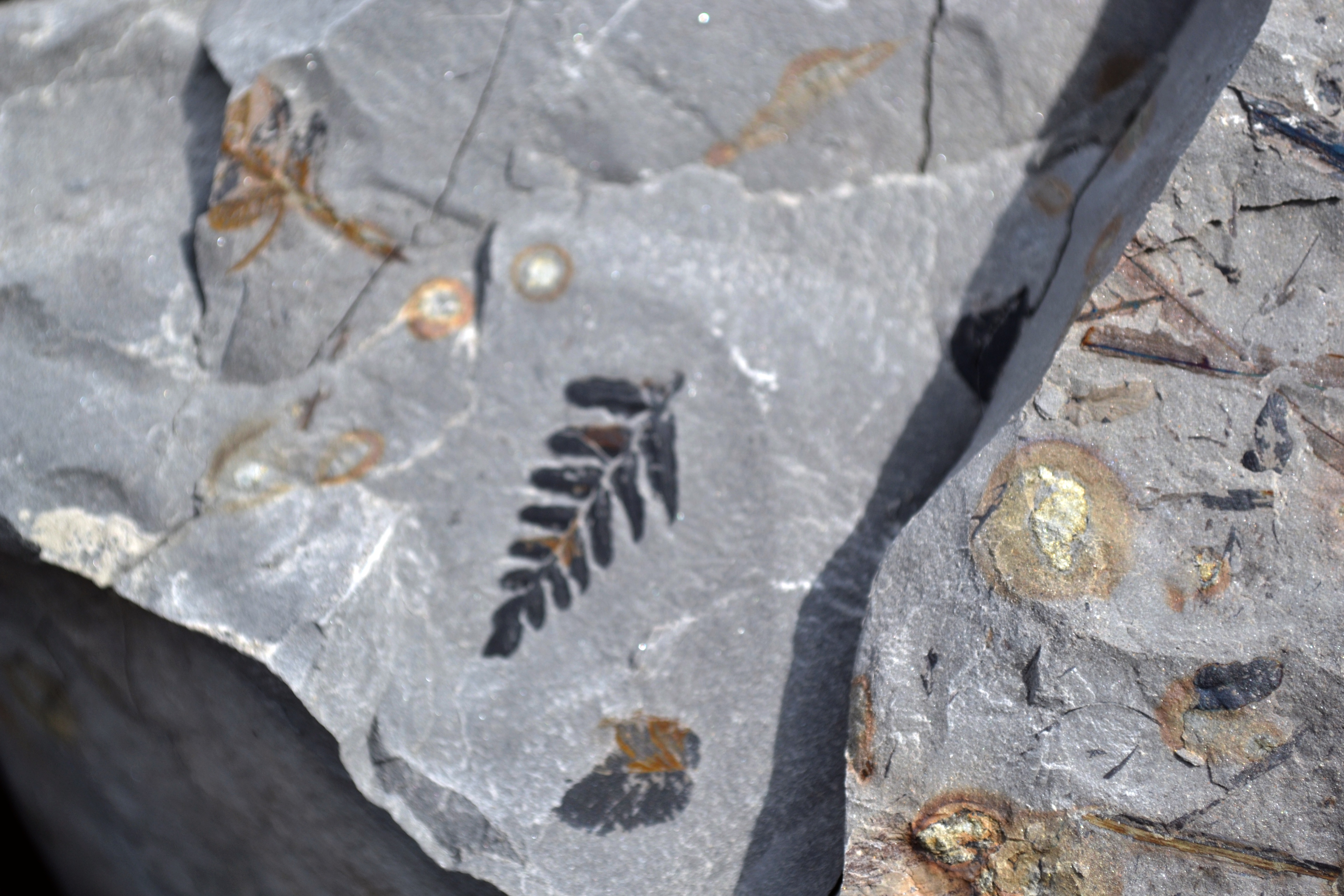
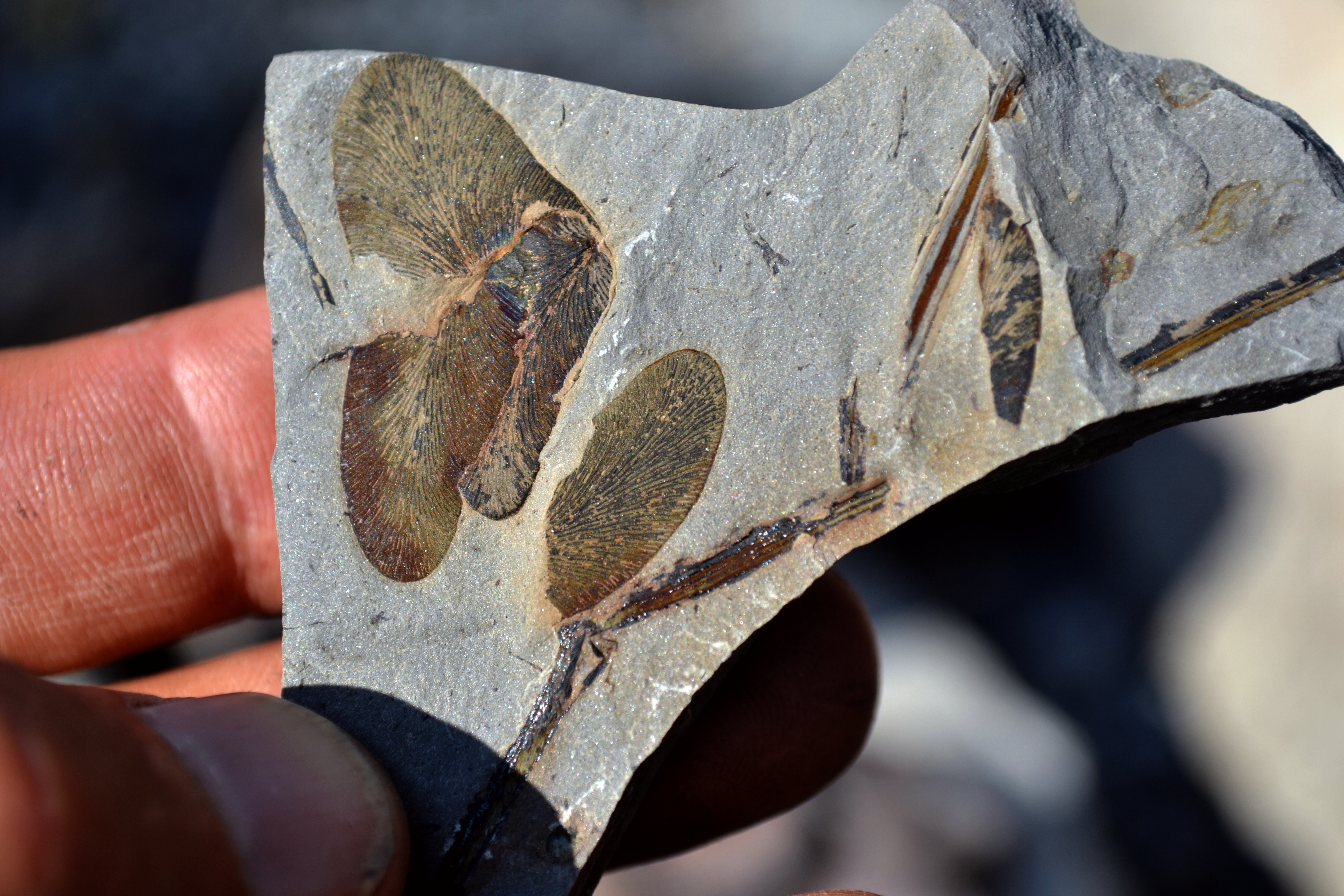
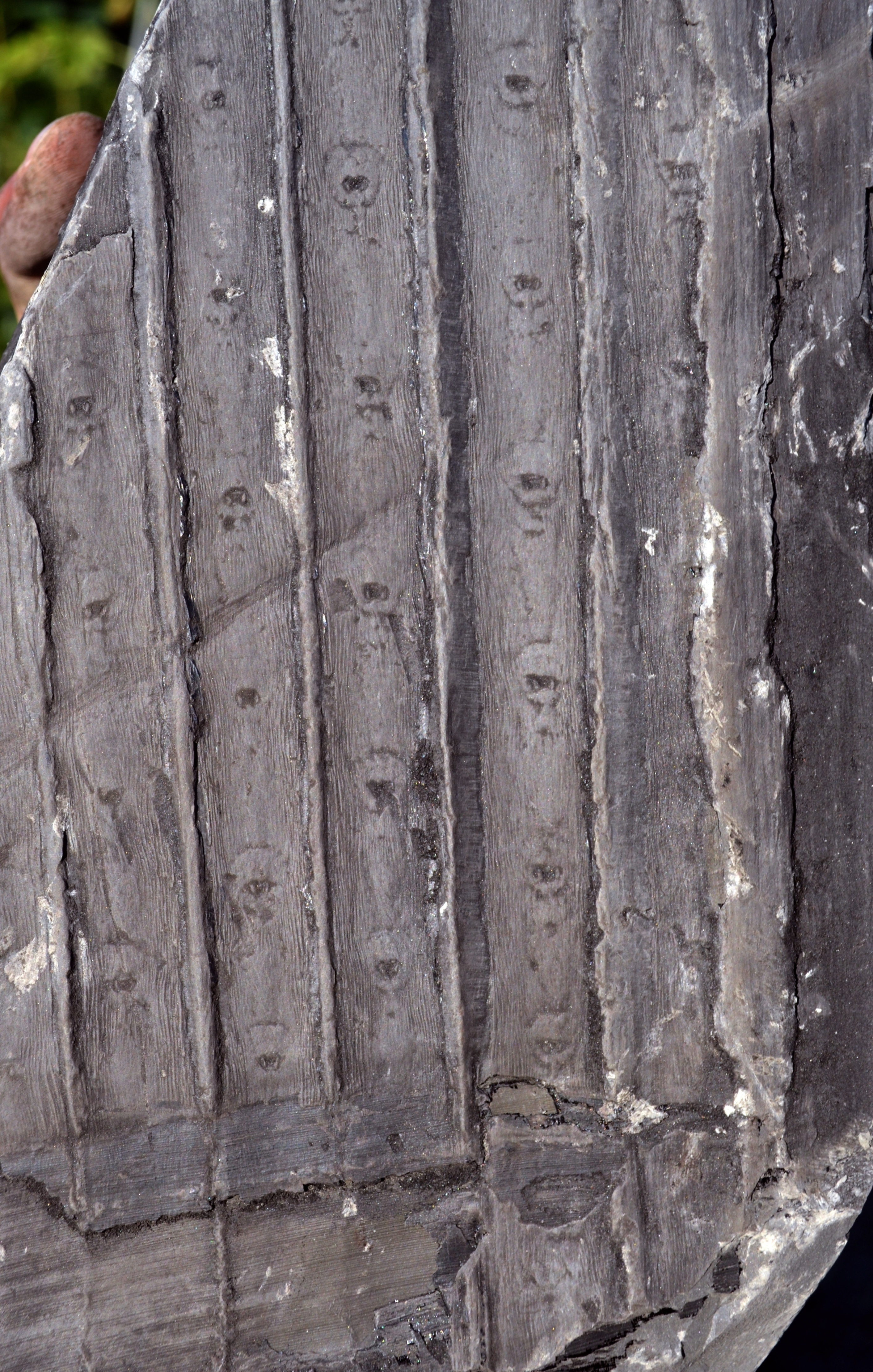